# Iuda (fiul lui Iacob)

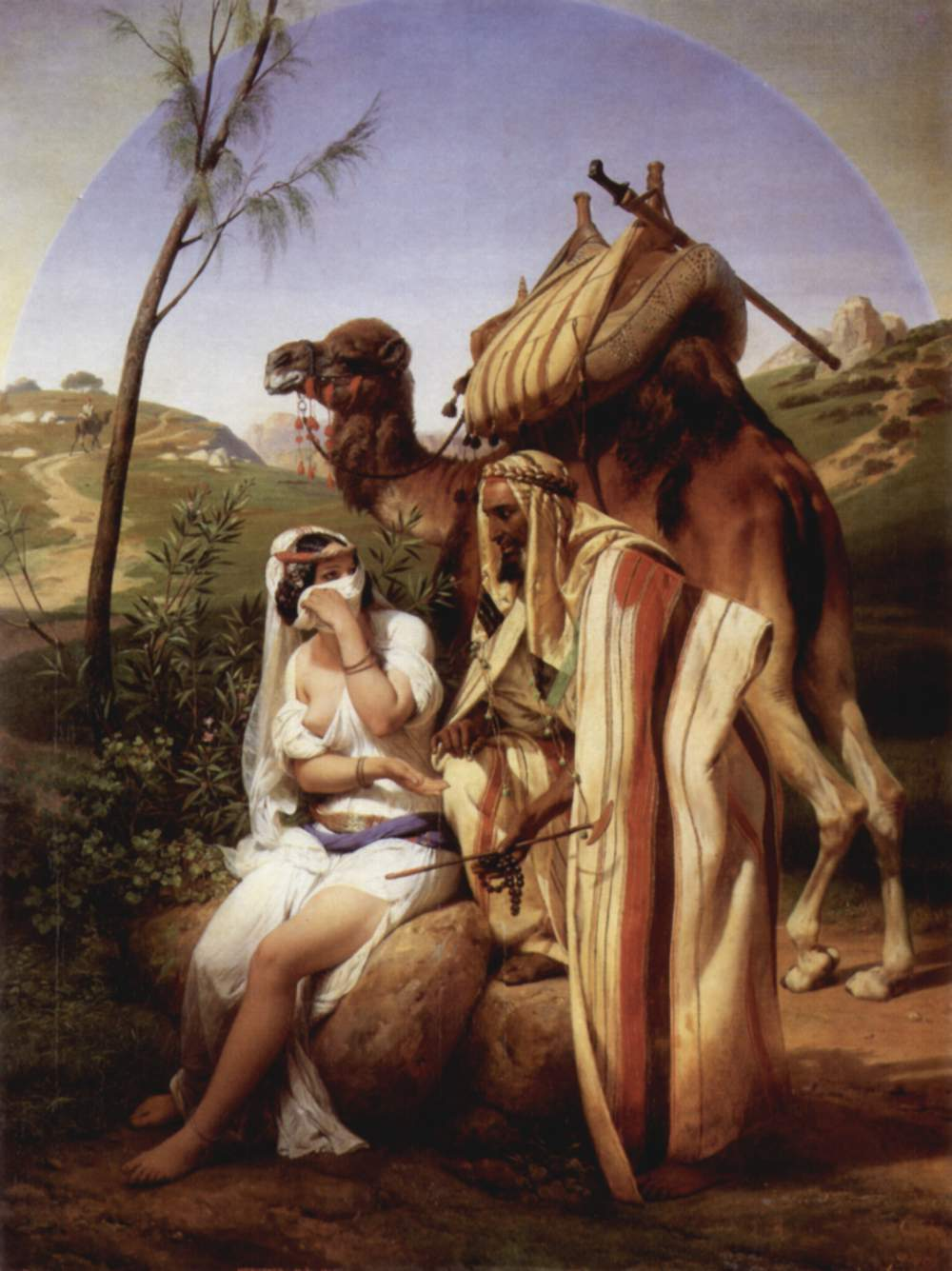
Iuda și Tamara de Horace Vernet

Iuda (în ebraică יהודה, romanizat Yehuda), sub forma prescurtată în limba vorbită „Yuda”, este un personaj biblic din Biblia ebraică, respectiv Vechiul Testament.El este menționat în Cartea Genezei ca al patrulea copil al patriarhului Iacob și al soției acestuia, Lea. 
Urmașii lui Iuda au devenit membrii tribului israelit Iuda sau Yehuda, de la care vine numele regiunii Iuda sau Iudeea, al regatului Iuda sau Iudeea, numele evreilor în limba ebraică - yehudim (iudei) - și în numeroase limbi, și drept consecință, numele religiei evreilor în ebraică - „yahadut”, adică iudaism.
Potrivit cu binecuvantarea pe care a primit-o de la Iacob înaintea morții acestuia, Gur Arye Yehuda - גור אריה יהודה „Iuda este un pui de leu”, simbolul tribului Iuda este leul.

## Numele
Yehuda sau Iuda s-a numit așa în urma mulțumirilor adresate la nașterea sa lui Dumnezeu de către mama sa Lea,
„הַפַּעַם אוֹדֶה אֶת יְהוָה”
  Acum voi lăuda pe Domnul! (Geneza 29,35) 
„Și iarăși a zămislit și a mai născut un fiu și a zis: “Acum voi lăuda pe Domnul!” De aceea i-a pus numele Iuda”
Faptele lui Iuda sunt povestite în detaliu în Cartea Facerii sau a Genezei capitolele 34, 38 și 43.
Iuda este o figură centrală și dominantă, având o mare înrâurire asupra hotărârilor fraților săi.
De obicei întâiul născut ar fi trebuit să aibă acest rol, dar în urma purtării nepotrivite a fraților sai mai mari, Ruben, Simeon și Levi, Lui Iuda i-a revenit să joace rolul de conducător în raport cu frații săi. 
După tradiția iudaică, Iuda s-a născut la 15 Sivan. Fiii săi au fost Peretz și Zerah, pe care i-a văzut născându-se când avea 33 ani.   
Koranul și musulmanii îl numesc  Huda.